# Hogewoerd (Leiden)
De Hogewoerd is een voormalige winkelstraat in de binnenstad van de Nederlandse stad Leiden. 

## Locatie
Van oorsprong is de Hogewoerd een oude dijk langs de Nieuwe Rijn, in het verlengde van de Hoge Rijndijk. De dijk loopt verder via de Breestraat en het Noordeinde. Halverwege de straat, ter hoogte van de Kraaierstraat (de term kraaier was vroeger een benaming voor een controleur van de belastingen) bevond zich tot in de zeventiende eeuw de Hogewoerdspoort; de stadsgrens liep hier. Na een stadsuitbreiding kreeg de straat zijn huidige lengte. Tot in de negentiende eeuw heeft er nog een Hogewoerdspoort bestaan. De naam Bolwerkstraat van een zijstraat van de Hogewoerd herinnert ook nog aan het vroegere Hogewoerdsbolwerk.

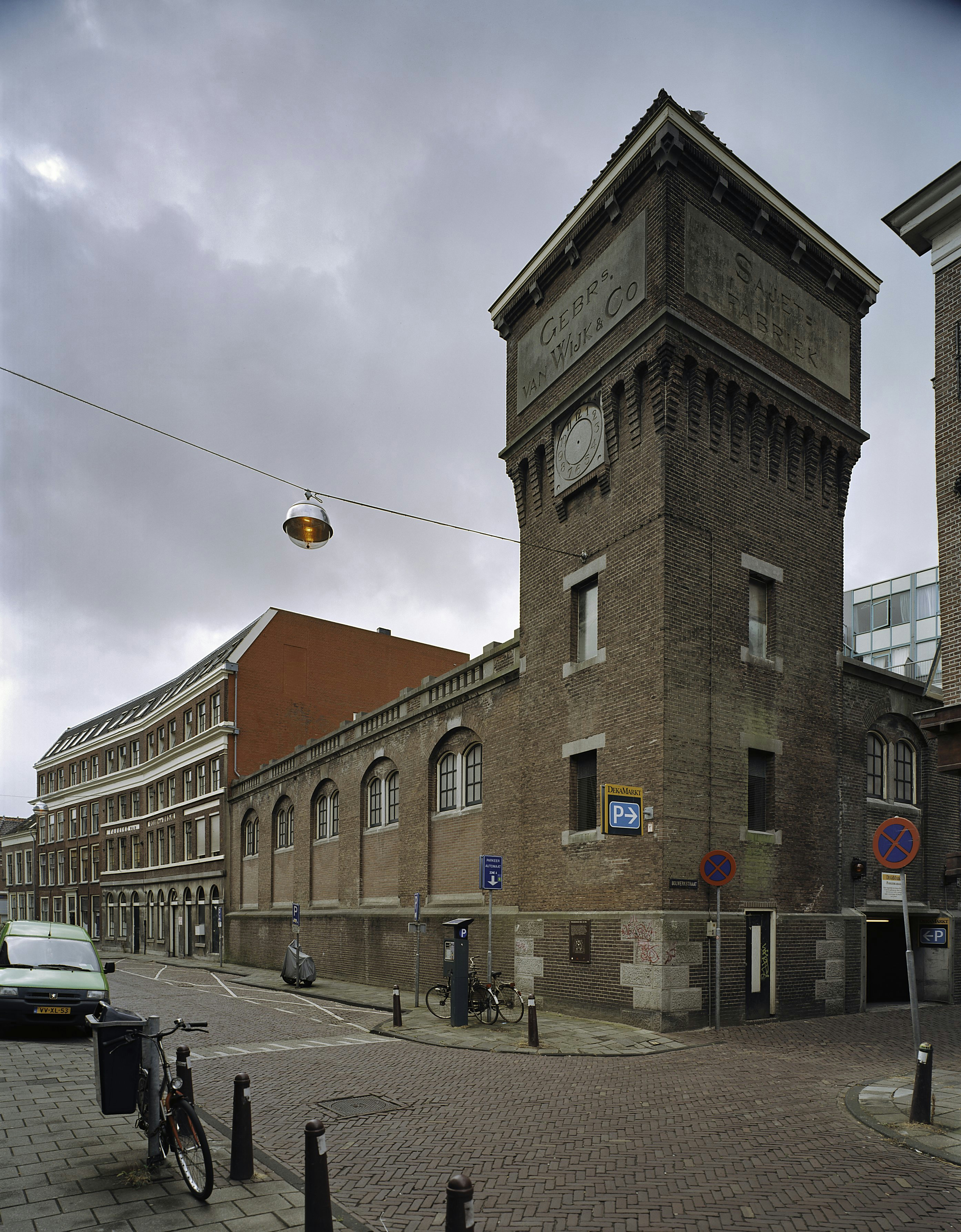
Hoektoren Fabrieksgebouw (Van Wijk Dekens)

## Functie
De Hogewoerd was begin twintigste eeuw een voorname winkelstraat met druk verkeer, waaronder de Blauwe Tram. Deze tram had gedeeltelijk twee sporen (dubbelspoor) door de Hogewoerd, en dit was de reden voor de smalle stoepen. Er was veel middenstand aan de Hogewoerd gevestigd: bijna ieder pand was op de begane grond wel een winkel. Met het opheffen van de doorgaande tramverbinding en de algemene veranderingen in het koopgedrag is dat echter minder geworden. In het deel van de Hogewoerd ten oosten van de kruising met Sint Jorissteeg en Watersteeg hebben bijna alle panden hun winkelfunctie verloren. De meeste hebben nu alleen een woonfunctie. Er zijn nog een paar kleinere winkels over. Aan de Hogewoerd wonen veel studenten. De Hogewoerd heeft nog steeds een belangrijke functie als fietsroute.

## Bijzondere gebouwen en horeca
Sinds 1953 is de studentenvereniging SSR-Leiden gevestigd op het adres Hogewoerd 108. 
Bekende cafés aan de Hogewoerd zijn Odessa, Mas Y Mas (voorheen: Schuurman en Esser) en helemaal aan het einde het buurtcafé de Plantage. Op nummer 164 bevindt zich het Textile Research Centre, met een regelmatig wisselende tentoonstelling op het gebied van kleding en textiel. Tevens is er een groot snookercentrum, "De Hogewoerd", gevestigd. Daarnaast bevindt zich op nummer 140 "De Pijpela", dat al 150 jaar dient als huisvesting voor studenten van de Leidse studentenvereniging LSV Minerva. Onder andere Herman Tjeenk Willink heeft hier zijn studententijd doorgebracht.

## Bekende bewoner
De dichter François Haverschmidt (Piet Paaltjens) woonde van 1852 tot 1858 op het adres Hogewoerd 63. Het pand heeft lange tijd een gemengde woon/winkelfunctie gehad en is in 2019 gerestaureerd door de Stichting Diogenes Leiden. Daarbij heeft het een volledige woonfunctie gekregen. De Hogewoerd wordt onder andere genoemd in het lange gedicht Des Zangers Min van Paaltjens, opgenomen in diens bundel Snikken en grimlachjes waarin deze smachtend beschrijft hoe hij zittend voor het raam kijkt naar een onbereikbaar meisje (een Friezin) dat langsrijdt in een postkoets. Het pand is opgezocht door vele literair geïnteresseerden. Een bekende anekdote is die van de dichter Paul Marijnis, winnaar van de J.C. Bloemprijs, die als aankomend student in Leiden in de jaren zestig zelfs aanbelde bij de toenmalige bewoner en haar een bos witte chrysanten aanbood met het verzoek deze in het raam te zetten "als hommage aan de dichter Piet Paaltjens". Ter nagedachtenis aan Piet Paaltjens werd in 1955 een gedenksteen in de gevel van Hogewoerd 63 aangebracht. 
Aalmarkt · Beschuitsteeg · 4e Binnenvestgracht · Botermarkt · Bouwelouwensteeg · Breestraat · Diefsteeg ·  Fokkestraat · Galgewater · Groenesteeg · Haarlemmerstraat · Hogewoerd · Korte Bouwelouwensteeg · Lammermarkt · Noordeinde · Van der Werfstraat  · Witte Singel · Zoeterwoudsesingel